# Bistum Adria-Rovigo
Das Bistum Adria-Rovigo (lat.: Dioecesis Adriensis-Rhodigiensis, ital.: Diocesi di Adria-Rovigo) ist eine in Italien gelegene römisch-katholische Diözese mit Sitz in Rovigo. Die Kathedrale befindet sich allerdings in Adria.

## Geschichte
Im 7. Jahrhundert wurde das Bistum Adria errichtet. Am 30. September 1986 wurde es durch die Kongregation für die Bischöfe mit dem Dekret Instantibus votis in Bistum Adria-Rovigo umbenannt.
Das Bistum Adria-Rovigo ist dem Patriarchat von Venedig als Suffraganbistum unterstellt.

## Einzelnachweise

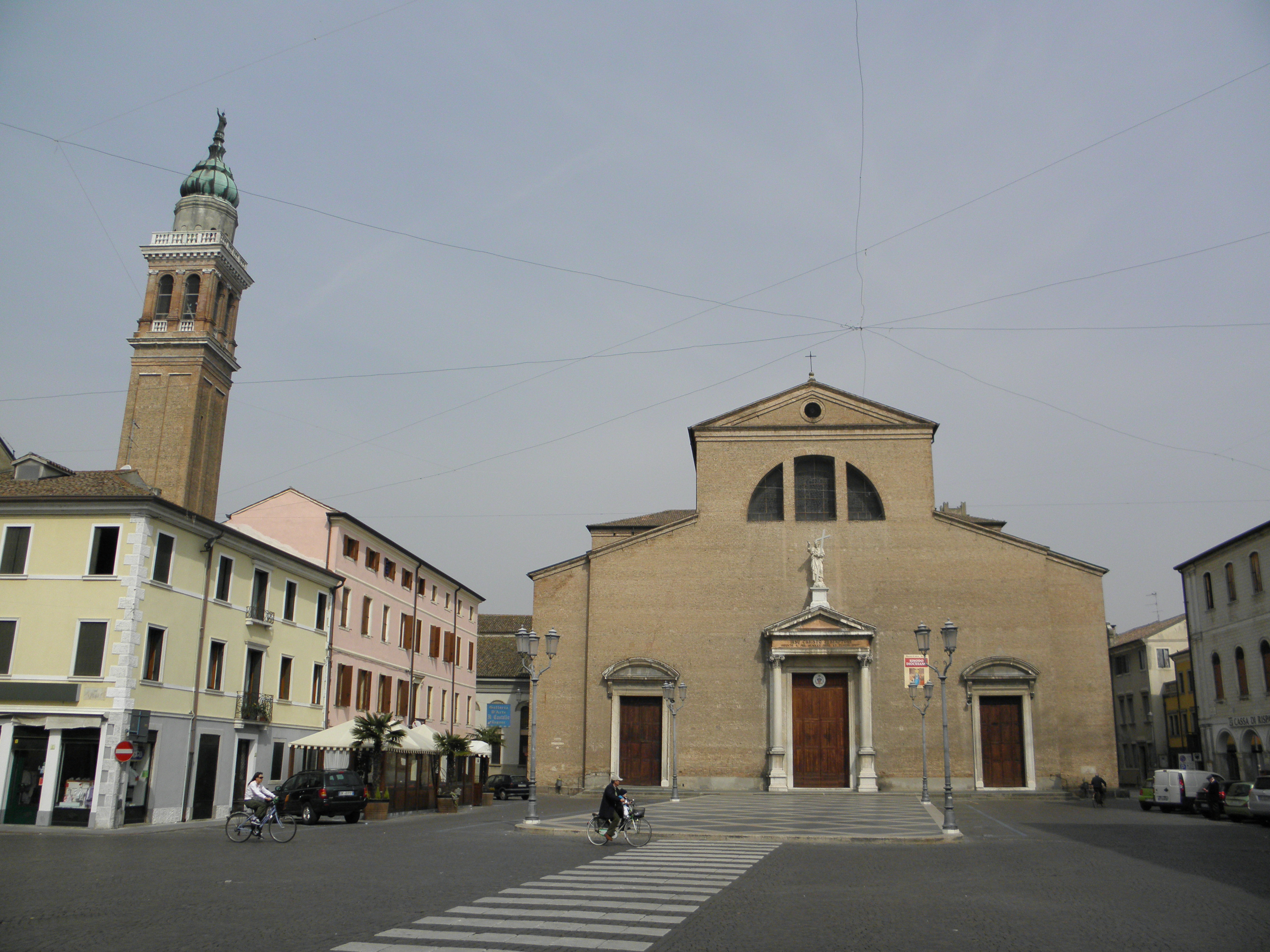
Kathedrale Santi Pietro e Paolo in Adria
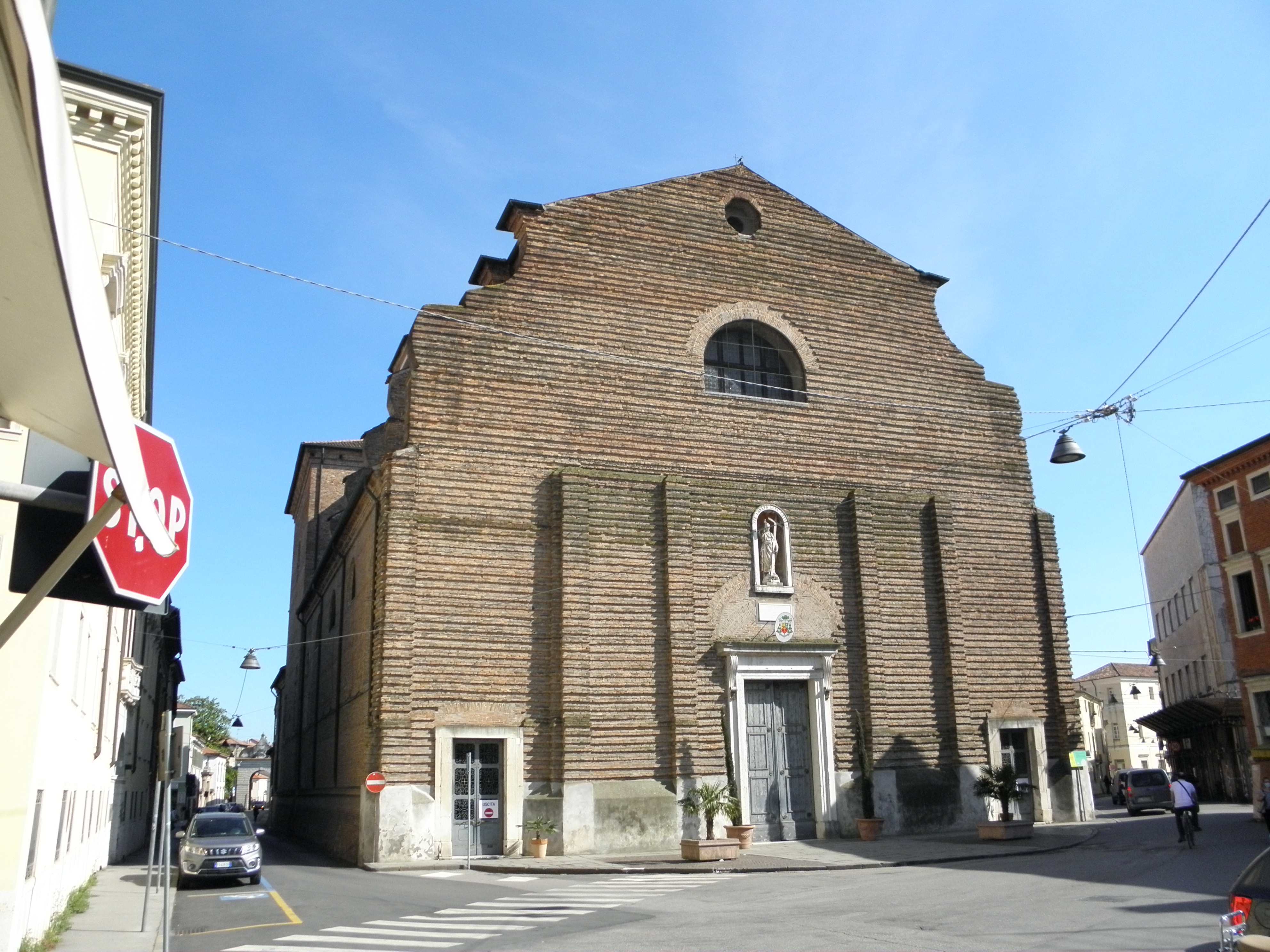
Konkathedrale Santo Stefano Protomartire in Rovigo